# Forza Motorsport
Forza Motorsport é o primeiro jogo de vídeo game de simulação de corridas para o Xbox, desenvolvido pela Turn 10 Studios  e publicado pela  Microsoft Game Studios exclusivamente para o console Xbox. Desde seu lançamento o jogo vêm sendo considerado um dos mais realistas de simulação de corridas. O jogo foi disponível para a venda em 3 de maio de 2005. O nome Forza significa "força" em Italiano. O jogo pode ser jogado no Xbox 360 por meio da retrocompatibilidade

## Carros
Existem 231 carros em Forza Motorsport, desde um Honda Civic até super carros como protótipos do Enzo Ferrari e Le Mans, Audi R8. Os carros são separados em 6 classes D, C, B, A, S e R.
- Classe D: Carros como Ford Focus e Chrysler PT Cruiser GT
- Classe C: Carros de esporte como o Impreza WRX STi e Lancer Evo VIII
- Classe B: Carros de performance como o Porsche Boxster e o Ford Mustang
- Classe A: Carros de alta performance como o TVR Tuscan S e o Dodge Viper
- Classe S: Super carros, como o Enzo Ferrari, Koenigsegg CC8S e Porsche Carrera GT
- Classe R: Carros que não são produzidos, como o Bentley Speed 8.

Lista de carros por ordem alfabética
1967 AC Shelby Cobra
1997 Acura NSX
2001 Acura Integra Type-R 
2002 Acura RSX Type-S
2003 Acura 3.2 CL Type S 
2004 Acura NSX
2002 Acura #42 Real-Time Racing NSX SC (driven by Peter Cunningham)
2001 Aston Martin V12 Vanquish
2005 Aston Martin DB9 Coupe
2001 Audi 2002 Infineon R8
2004 Audi S4
2004 Audi TT Coupe 3.2 Quattro
2000 Audi S4 
2003 Audi RS 6
2002 Audi #1 Champion Audi Racing S4 Competition (driven by Michael Galati)
2003 Audi #1 Champion Audi Racing RS 6 (driven by Michael Galati)
2002 Audi Le Mans #38 Champion AudiR8
2001 Audi Le Mans #4 Johansson Motorsport R8
2004 Audi #8 24h Nurburgring TT-R
2004 Bentley Continental GT
2003 Bentley #7 Team Bentley Speed 8
1997 BMW #43 Team Schnitzer Motorsport GTR
1999 BMW #15 Team BMW Motorsports V12 LMR
2003 BMW #43 BMW Motorsport M3-GTR 
2003 BMW #42 BMW Motorsport M3-GTR 
1987 Buick Regal GNX 
2002 Cadillac #8 Team Cadillac LMP 02
2004 Cadillac CTS-V
2004 Cadillac #16 Team Cadillac (driven by Max Angelelli)
2002 Chevrolet Corvette Z06 
1967 Chevrolet Corvette Stingray 427 L-88
2002 Chevrolet Camaro SS
1969 Chevrolet Camaro Z28
2005 Chevrolet Corvette C6
2002 Chevrolet Lingenfelter 427 CID Twin Turbo Corvette
2002 Chevrolet Corvette Guldstrand Edition
2004 Chevrolet #73 3R Racing Corvette Z06 (driven by Phil McClure)
2003 Chevrolet #3 Corvette Racing C5-R 
1969 Chevrolet Camaro SS 
2004 Chrysler PT Cruiser GT (Turbo)
2005 Chrysler ME Four-Twelve
1999 Dodge Viper GTS ACR
2003 Dodge SRT4
1996 Dodge Stealth R/T Turbo
1970 Dodge Challenger R/T Hemi
2003 Dodge Viper SRT10
2004 Dodge Viper Competition Coupe
2000 Dodge Hennessey Viper 800TT
2003 Dodge #23 Magellan Financial Viper Competition Coupe (driven by Paul Mumford)
2004 Dodge #22 3R-Racing Viper Competition Coupe (driven by Tommy Archer)
2002 Dodge Nurburgring 24 Hours Viper GTS ACR #1 - FujiFilm 
1998 Eagle Talon TSI Turbo 
2002 Ferrari 575M Maranello
2004 Ferrari 360 Modena
1964 Ferrari 250 GTO
2003 Enzo Ferrari
1995 Ferrari F50
1993 Ferrari 512 TR
1984 Ferrari GTO
1992 Ferrari F40
1967 Ferrari 330 P4
1969 Ferrari Dino 246 GT
1998 Ferrari 355 GTS
2005 Ferrari 612 Scaglietti
1996 Ferrari #12 Risi Competizione
1998 Ferrari F355 Challenge
2003 Ferrari #88 Veloqx Prodrive Racing 550 Maranello 
2004 Ferrari Challenge Stradale
2003 Ford Focus SVT
1966 Ford GT40 
1970 Ford Mustang Boss 429
2000 Ford Mustang Cobra R
2005 Ford Mustang GT
2005 Ford GT
2004 Ford #10 Tiger Racing Mustang (driven by Carol Hollfelder)
2004 Honda Civic Type-R Hatch (Japan) 
2000 Honda Prelude Type SH
1999 Honda Civic Si Coupe
1995 Honda Civic Del Sol VTEC
2004 Honda Accord Coupe EX 
2003 Honda S2000 
1994 Honda Civic SI 
1991 Honda CRX Si-R (Japan)
2004 Honda NSX-R (Japan)
2002 Honda Mugen Integra Type-R (Japan)
2003 Honda JGTC #18 Dome Racing Team NSX
2003 Honda JGTC #8 Autobacs Racing Team Aguri NSX
2004 Honda Mugen Civic Type-R Hatch
2000 Honda Integra Type-R (Japan)
2003 Honda Mugen S2000 
1992 Honda NSX-R (Japan)
2003 Honda JGTC #16 Dome Racing Team NSX
2002 Honda Integra Type-R (Japan) 
2000 Honda Aerogear Integra Type-R 
2000 Honda VIS Racing Integra Type-R
2004 Honda Wings West Civic R J Spec 
2003 Hyundai Tiburon GT
2003 Infiniti G35 Coupe
1993 Jaguar XJ220 Road Car
1961 Jaguar S1 E-type 3.8
2002 Koenigsegg CC8S
1974 Lancia Stratos HF Stradale
1992 Lancia Delta Integrale EVO
2002 Lexus SC430
2003 Lexus IS300
2002 Lotus Elise 111S
2002 Lotus Esprit V8
1972 Lotus Elan Sprint
2005 Lotus Exige
2005 Lotus Elise
1990 Mazda RX-7 Turbo
2000 Mazda Miata MX-5 1.8i Sport
2004 Mazda RX-8
2003 Mazda Prot�g� MAZDASPEED
2004 Mazda 3 Sport 
1995 Mazda RX-7 Turbo
2000 Mazda MX-5 MAZDASPEED
2004 Mazda RX-8 MAZDASPEED
2002 Mazda RX-7 Spirit R 
1995 Mazda AB FlugRX-7 
1995 Mazda INGS RX-7 
1954 Mercedes 300SL Gullwing Coupe
1998 Mercedes CLK-GTR
2004 Mercedes C32 AMG
2004 Mercedes SLR
2003 Mercedes CLK55 AMG Coupe
2005 Mercedes CL65 AMG
2003 Mercedes-Benz CLK-DTM #3 Team Vodafone
2003 MINI Cooper-S
2004 Mitsubishi Lancer Evolution VIII GSR RS
1995 Mitsubishi Eclipse GSX
1997 Mitsubishi 3000GT VR-4 
2003 Mitsubishi Eclipse GTS 
1999 Mitsubishi Lancer Evolution VI GSR
1998 Mitsubishi FTO GP Version R
1995 Mitsubishi Mine's CP9A Lancer Evolution VI RS
2000 Mitsubishi Lancer Evolution VI TME
2004 Mitsubishi Lancer Evolution VIII FQ-330
2004 Mitsubishi Sparco Lancer Evolution VIII
2002 Nissan Mine's GT-R (R34)
1972 Nissan 240 Z
2003 Nissan 350Z Track
1998 Nissan #32 Nissan Motorsports R390 GT1 
1994 Nissan 300ZX Twin Turbo Version R
2004 Nissan Altima 3.5 SE
2000 Nissan Silvia Spec-R
2002 Nissan Skyline GT-R V Spec II (R34)
1995 Nissan Skyline GT-R 
1998 Nissan 240 SX SE
2003 Nissan Skyline V35
1994 Nissan Fairlady Twin Turbo 
2002 Nissan Skyline GT-R V Spec II 
2003 Nissan JGTC #3 Hasemi Motorsport Z33 350Z
2003 Nissan Fairlady
2003 Nissan JGTC #12 Team Impul Skyline 
1998 Nissan Silvia (S14)
2003 Nissan JGTC #23 NISMO Skyline 
1995 Nissan Mine's Skyline R32 GT-R
2002 Nissan Tommy Kaira Skyline GT-R R34
2003 Opel Performance Center #5 Team Phoenix N�rburgring 24 Astra V8 
2004 Opel Speedster Turbo
2003 Opel Performance Center #6 Team Phoenix N�urburgring 24 Astra V8 
1999 Pagani Zonda C12
2003 Pagani #17 Carsport America GR 
2002 Panoz #10 JML Team Panoz LMP01 EPP 
2001 Panoz Esperante GTL
2004 Peugeot 206 Gti 180
2004 Pontiac GTO
1968 Pontiac GTO Hardtop
1973 Porsche 911 Carrera RS
1986 Porsche 959
2003 Porsche 911 GT3
2003 Porsche Carrera GT
1998 Porsche #26 911 GT1 Le Mans
1956 Porsche 550 A Spyder
1987 Porsche 911 Turbo 3.3
1989 Porsche 944 Turbo
1987 Porsche #17 962 C
1995 Porsche 911 GT2
2003 Porsche Boxster S
2003 Porsche 3R-Racing 911 GT3 Cup (driven by Mike Fitzgerald)
2000 Porsche #23 Alex Job Racing 911GT3-RS 
2003 Renault Sport Clio V6 RS 
2002 Saab 9-3 Viggen
2004 Saleen S7
2000 Saleen Mustang S281
2000 Saleen #2 Konrad Motorsport S7R 
2005 SEAT Cupra GT Racer 
1999 Shelby Series 1
1968 Shelby Mustang GT-500KR
2004 Subaru Impreza WRX STi 
1998 Subaru Impreza 22B STi
1999 Subaru Impreza 2.5RS Coupe
2003 Subaru JGTC #77 Cusco Racing Impreza
1998 Subaru Tommy Kaira Impreza M20b 2002
2004 Subaru Impreza WRX STi Spec-C (Japan) Forza Edition
1998 Toyota Supra Twin Turbo
2003 Toyota Celica GT-S
1985 Toyota AE86 Sprinter Trueno GT Apex 
1995 Toyota MR2 Turbo T-Bar
1999 Toyota #27 GT-ONE TS020 
2004 Toyota Camry Solara
1969 Toyota 2000GT
2002 Toyota MR2 Spyder
1992 Toyota Supra Turbo
2004 Toyota Altezza RS200
2003 Toyota Celica 1800 VVT-i
2002 Toyota MR-S
2002 Toyota Tom's Z382 Soarer
2002 Toyota Soarer 430SCV
1995 Toyota Tom's T020 MR2
2002 Toyota Tom's W123 MR-S
2003 Toyota JGTC #36 Team TOMS Supra 
2003 Toyota JGTC #1 Toyota Team Le Mans Supra 
1998 Toyota AB Flug Supra Turbo S900 
2003 Toyota APR Performance Celica GTS
1998 Toyota VeilSide Supra Fortune 03
1998 Toyota VeilSide Supra Fortune 99
1995 Toyota Border MR2 Turbo T-bar
1995 Toyota VIS Racing MR2 Turbo T-Bar
2003 Toyota JGTC # 35 Kraft Supra 
2001 TVR Tuscan S
1998 TVR Cerbera Speed 12
2001 TVR Tuscan R
2004 Vauxhall VX220 Turbo
2003 Volkswagen Golf R32
1995 Volkswagen Corrado SLC
2004 Volkswagen New Beetle 1.8T Turbo S
2003 Volkswagen Jetta GLX VR6
2004 Volvo S60 R
2004 Volvo #24 At-Speed Motorsports S60 R

## Pistas

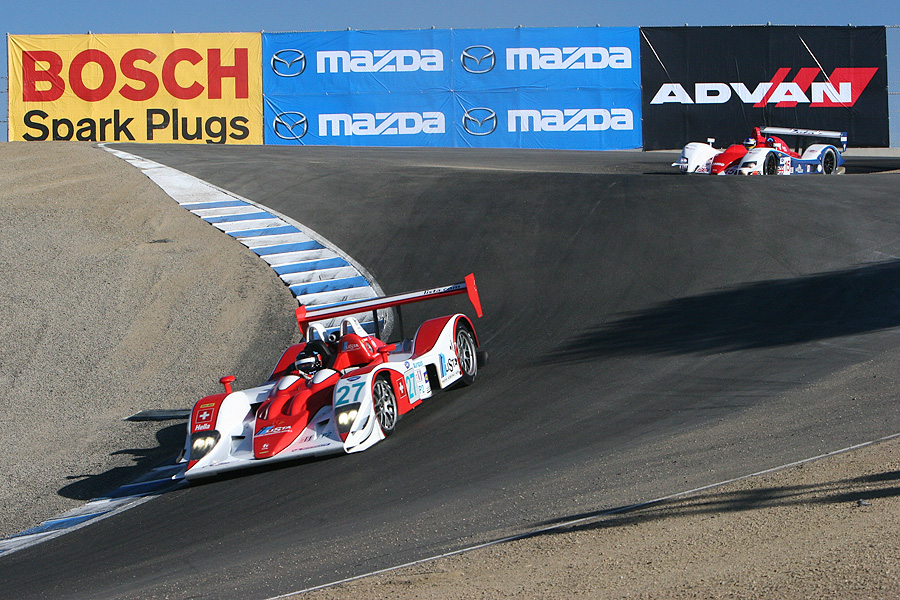
Laguna Seca Raceway, um dos circuitos reais do jogo.

Forza contém um mix licenciado de ruas, point topoint (P2P) e circuitos originais. As pistas licenciadas incluem: Road Atlanta, Silverstone, Laguna Seca, Tsukuba, Road America, e Nürburgring Nordschleife.
Pistas Forza Motorsport por ondem alfabética
- Blue Mountains Raceway
  - Blue Mountains Raceway
  - Blue Mountains Raceway II

- Fujimi Kaido
  - Fujimi Kaido Down Hill
  - Fujimi Kaido Down Hill A
  - Fujimi Kaido Down Hill B
  - Fujimi Kaido Hill Climb
  - Fujimi Kaido Hill Climb A
  - Fujimi Kaido Hill Climb B

- Laguna Seca
  - Laguna Seca

- Maple Valley Raceway
  - Maple Valley Raceway
  - Maple Valley Raceway II

- New York Circuit
  - New York Circuit
  - New York Circuit II

- Rio De Janeiro
  - Rio De Janeiro

- Nürburgring Nordschleife
  - Nurburgring Nordschleife
  - Nurburgring Nordschleife South
  - Nurburgring Nordschleife West
  - Nurburgring Nordschleife North
  - Nurburgring Nordschleife East

- Pacific Shipyards
  - Pacific Shipyards
  - Pacific Shipyards II

- Road America
  - Road America

- Road Atlanta
  - Road Atlanta
  - Road Atlanta II

- Silverstone Circuit
  - Silverstone Circuit
  - Silverstone Circuit II

- Sunset Peninsula Raceway
  - Sunset Peninsula Speedway
  - Sunset Peninsula Infield

- Tokyo Circuit
  - Tokyo Circuit

- Tsukuba Circuit
  - Tsukuba Circuit

- Testtrack
  - Testtrack Drag
  - Testtrack Infield
  - Testtrack Infield II
  - Testtrack Oval